# Copa del Rey
De Copa del Rey (voluit: Campeonato de España–Copa de Su Majestad el Rey) is het nationale bekertoernooi van Spanje, georganiseerd door de RFEF (Koninklijke Spaanse Voetbalfederatie). Het is de oudste nog bestaande voetbalcompetitie van het land en wordt gespeeld in een knock-outformat. Het toernooi kent varianten voor mannen, vrouwen en jeugdteams. FC Barcelona is recordhouder met 32 titels.

## Geschiedenis
Waar FC Barcelona en Athletic de Bilbao zich cupfighters hebben getoond, en de finale vaak bereikten en daaropvolgend ook vaak wonnen, komen andere clubs er minder goed vanaf. Zo bereikte Real Madrid de finale vaker dan elke andere club, maar verloor de finale ook vaker dan dat ze hem wonnen. Een van de meest dramatische verloren finales van Real Madrid was die van 2002. Op 6 maart van dat jaar bestond de club precies honderd jaar en ter gelegenheid van dat feit werd de finale van de Copa del Rey op die dag gespeeld in het Estadio Santiago Bernabéu. Real haalde de finale, waarin Deportivo La Coruña de tegenstander was, en een groot aantal vooraanstaande mensen uit de voetbalwereld waren in het stadion aanwezig. Wat een mooi verjaardagscadeau moest worden, werd een drama: Real verloor van een uitstekend voetballend Deportivo met 2-1. Ook Valencia had moeite met het winnen van de finale. Zo verloor de club twee keer over drie finales op rij (van 1944 tot en met 1946 en van 1970 tot en met 1972).
In de nacht van donderdag 21 april 2011 liet Real Madrid-speler Sergio Ramos de cup uit zijn handen vallen tijdens de huldiging in Madrid, enkele uren na het winnen van de Copa op woensdagavond. Hierop reed de bus waarop de spelers stonden over de beker heen, raakte de trofee zwaar beschadigd en werden er tien losse stukken van straat geraapt.

## Huidige opzet
Vanaf het seizoen 2005-2006 is de opzet van de Copa del Rey veranderd. In voorafgaande jaren namen de topclubs al vanaf de 1/32e finales deel aan het bekertoernooi, maar sinds 2005 stromen de topclubs pas in de achtste finale in. De topclubs zijn de clubs die deelnemen aan Europees voetbal via de UEFA Champions League of de UEFA Europa League. De overige clubs uit de Primera División nemen vanaf knock-outronde III deel aan de Copa del Rey. Clubs uit de Segunda División B beginnen in de voorronde, clubs uit de Segunda División A starten in de tweede fase. Tweede elftallen, waarvan een aantal uitkomt in de Segunda A of B, mogen niet deelnemen aan de Copa del Rey.
- Eerste fase
  - Voorronde
- Tweede Fase
  - Knock-outronde I
  - Knock-outronde II
  - Knock-outronde III
  - Knock-outronde IV
- Derde Fase
  - Achtste finales
  - Kwartfinales
  - Halve finales
  - Finale

## Overzicht finales
Copa de la Coronacion (beker van de kroning)
| Jaar | WINNAAR             | Uitslag | FINALIST     |
| ---- | ------------------- | ------- | ------------ |
| 1902 | Club Vizcaya Bilbao | 2-1     | FC Barcelona |

Copa de S.M. El Rey Alfonso XIII (beker van Zijne Majesteit Koning Alfons XIII)
| Jaar    | WINNAAR                        | Uitslag         | FINALIST                     |
| ------- | ------------------------------ | --------------- | ---------------------------- |
| 1903    | Athletic Bilbao                | 3-2             | Real Madrid                  |
| 1904    | Athletic Bilbao                | niet gespeeld   | niet gespeeld                |
| 1905    | Real Madrid                    | 1-0             | Athletic Bilbao              |
| 1906    | Real Madrid                    | 4-1             | Athletic Bilbao              |
| 1907    | Real Madrid                    | 1-0             | Club Vizcaya Bilbao          |
| 1908    | Real Madrid                    | 2-1             | Real Vigo Sporting           |
| 1909    | Club Ciclista San Sebastian*** | 3-1             | Club Español de Madrid       |
| 1910 *  | Athletic Bilbao                | 1-0             | Basconia de San Sebastian    |
| 1910 ** | FC Barcelona                   | 3-2             | Club Español de Madrid       |
| 1911    | Athletic Bilbao                | 3-1             | RCD Espanyol                 |
| 1912    | FC Barcelona                   | 2-0             | Sociedad Gimnástica Española |
| 1913 *  | FC Barcelona                   | 2-2 , 0-0 , 2-1 | Real Sociedad                |
| 1913 ** | Racing de Irún                 | 2-2 , 1-0       | Athletic Bilbao              |
| 1914    | Athletic Bilbao                | 2-1             | FC Espanya de Barcelona      |
| 1915    | Athletic Bilbao                | 5-0             | RCD Espanyol                 |
| 1916    | Athletic Bilbao                | 4-0             | Real Madrid                  |
| 1917    | Real Madrid                    | 0-0 , 2-1       | Arenas Club de Getxo         |
| 1918    | Real Unión de Irún             | 2-0             | Real Madrid                  |
| 1919    | Arenas Club de Getxo           | 5-2             | FC Barcelona                 |
| 1920    | FC Barcelona                   | 2-0             | Athletic Bilbao              |
| 1921    | Athletic Bilbao                | 4-1             | Atlético Madrid              |
| 1922    | FC Barcelona                   | 5-1             | Real Unión de Irún           |
| 1923    | Athletic Bilbao                | 1-0             | CE Europa                    |
| 1924    | Real Unión de Irún             | 1-0             | Real Madrid                  |
| 1925    | FC Barcelona                   | 2-0             | Arenas Club de Getxo         |
| 1926    | FC Barcelona                   | 3-2             | Atlético Madrid              |
| 1927    | Real Unión de Irún             | 1-0             | Arenas Club de Getxo         |
| 1928    | FC Barcelona                   | 1-1 , 1-1 , 3-1 | Real Sociedad                |
| 1929    | RCD Espanyol                   | 2-1             | Real Madrid                  |
| 1929-30 | Athletic Bilbao                | 3-2             | Real Madrid                  |
| 1930-31 | Athletic Bilbao                | 3-1             | Real Betis                   |

* 1910 en 1913 : Copa de la Unión Española de Clubs de Fútbol (beker van de Spaanse Unie van voetbalclubs)

** 1910 en 1913 : Copa de la Federación Española de Fútbol (beker van de Spaanse voetbalfederatie)

*** Later getransformeerd tot Real Sociedad
Torneo del Presidente de la República (toernooi van de President van de Republiek)
| Jaar               | WINNAAR         | Uitslag | FINALIST     |
| ------------------ | --------------- | ------- | ------------ |
| 1931-32            | Athletic Bilbao | 1-0     | FC Barcelona |
| 1932-33            | Athletic Bilbao | 2-1     | Real Madrid  |
| 1933-34            | Real Madrid     | 2-1     | Valencia CF  |
| 1934-35            | Sevilla FC      | 3-0     | CE Sabadell  |
| 1935-36            | Real Madrid     | 2-1     | FC Barcelona |
| 1936-37            | Levante         | 1-0     | Valencia CF  |
| 1938 niet gespeeld |                 |         |              |

Copa de S.E. El Generalísimo (Beker van Zijne Excellentie de Generaal)
| Jaar    | WINNAAR         | Uitslag       | FINALIST         |
| ------- | --------------- | ------------- | ---------------- |
| 1938-39 | Sevilla FC      | 6-2           | Racing de Ferrol |
| 1939-40 | RCD Espanyol    | 3-2           | Real Madrid      |
| 1940-41 | Valencia CF     | 3-1           | RCD Espanyol     |
| 1941-42 | FC Barcelona    | 4-3           | Athletic Bilbao  |
| 1942-43 | Athletic Bilbao | 1-0           | Real Madrid      |
| 1943-44 | Athletic Bilbao | 2-0           | Valencia CF      |
| 1944-45 | Athletic Bilbao | 3-2           | Valencia CF      |
| 1945-46 | Real Madrid     | 3-1           | Valencia CF      |
| 1946-47 | Real Madrid     | 2-0           | RCD Espanyol     |
| 1947-48 | Sevilla FC      | 4-1           | Celta de Vigo    |
| 1948-49 | Valencia CF     | 1-0           | Athletic Bilbao  |
| 1949-50 | Athletic Bilbao | 4-1           | Real Valladolid  |
| 1950-51 | FC Barcelona    | 3-0           | Real Sociedad    |
| 1951-52 | FC Barcelona    | 4-2           | Valencia CF      |
| 1952-53 | FC Barcelona    | 2-1           | Athletic Bilbao  |
| 1953-54 | Valencia CF     | 3-0           | FC Barcelona     |
| 1954-55 | Athletic Bilbao | 1-0           | Sevilla FC       |
| 1955-56 | Athletic Bilbao | 2-0           | Atlético Madrid  |
| 1956-57 | FC Barcelona    | 1-0           | RCD Espanyol     |
| 1957-58 | Athletic Bilbao | 2-0           | Real Madrid      |
| 1958-59 | FC Barcelona    | 4-1           | Granada CF       |
| 1959-60 | Atlético Madrid | 3-1           | Real Madrid      |
| 1960-61 | Atlético Madrid | 3-2           | Real Madrid      |
| 1961-62 | Real Madrid     | 2-1           | Sevilla FC       |
| 1962-63 | FC Barcelona    | 3-1           | Real Zaragoza    |
| 1963-64 | Real Zaragoza   | 2-1           | Atlético Madrid  |
| 1964-65 | Atlético Madrid | 1-0           | Real Zaragoza    |
| 1965-66 | Real Zaragoza   | 2-0           | Athletic Bilbao  |
| 1966-67 | Valencia CF     | 2-1           | Athletic Bilbao  |
| 1967-68 | FC Barcelona    | 2-1           | Real Madrid      |
| 1968-69 | Athletic Bilbao | 1-0           | Elche CF         |
| 1969-70 | Real Madrid     | 3-1           | Valencia CF      |
| 1970-71 | FC Barcelona    | 4-3           | Valencia CF      |
| 1971-72 | Atlético Madrid | 2-1           | Valencia CF      |
| 1972-73 | Athletic Bilbao | 2-0           | CD Castellón     |
| 1973-74 | Real Madrid     | 4-0           | FC Barcelona     |
| 1974-75 | Real Madrid     | 0-0 wns (4-3) | Atlético Madrid  |
| 1975-76 | Atlético Madrid | 1-0           | Real Zaragoza    |

Copa de S.M. El Rey (beker van Zijne Majesteit de Koning)
| Jaar    | WINNAAR                | Uitslag       | FINALIST             |
| ------- | ---------------------- | ------------- | -------------------- |
| 1976/77 | Real Betis Sevilla     | 2-2 wns (8-7) | Athletic Bilbao      |
| 1977/78 | FC Barcelona           | 3-1           | UD Las Palmas        |
| 1978/79 | Valencia CF            | 2-0           | Real Madrid          |
| 1979/80 | Real Madrid            | 6-1           | Castilla CF          |
| 1980/81 | FC Barcelona           | 3-1           | Sporting Gijón       |
| 1981/82 | Real Madrid            | 2-1           | Sporting Gijón       |
| 1982/83 | FC Barcelona           | 2-1           | Real Madrid          |
| 1983/84 | Athletic Bilbao        | 1-0           | FC Barcelona         |
| 1984/85 | Atlético Madrid        | 2-1           | Athletic Bilbao      |
| 1985/86 | Real Zaragoza          | 1-0           | FC Barcelona         |
| 1986/87 | Real Sociedad          | 2-2 wns (4-2) | Atlético Madrid      |
| 1987/88 | FC Barcelona           | 1-0           | Real Sociedad        |
| 1988/89 | Real Madrid            | 1-0           | Real Valladolid      |
| 1989/90 | FC Barcelona           | 2-0           | Real Madrid          |
| 1990/91 | Atlético Madrid        | 1-0           | Real Mallorca        |
| 1991/92 | Atlético Madrid        | 2-0           | Real Madrid          |
| 1992/93 | Real Madrid            | 2-0           | Real Zaragoza        |
| 1993/94 | Real Zaragoza          | 0-0 wns (5-4) | Celta de Vigo        |
| 1994/95 | Deportivo de La Coruña | 2-1           | Valencia CF          |
| 1995/96 | Atlético Madrid        | 1-0 nv        | FC Barcelona         |
| 1996/97 | FC Barcelona           | 3-2 nv        | Real Betis           |
| 1997/98 | FC Barcelona           | 1-1 wns (5-4) | Real Mallorca        |
| 1998/99 | Valencia CF            | 3-0           | Atlético Madrid      |
| 1999/00 | RCD Espanyol           | 3-1           | Atlético Madrid      |
| 2000/01 | Real Zaragoza          | 3-1           | Celta de Vigo        |
| 2001/02 | Deportivo de La Coruña | 2-1           | Real Madrid          |
| 2002/03 | Real Mallorca          | 3-0           | Recreativo de Huelva |
| 2003/04 | Real Zaragoza          | 3-2 nv        | Real Madrid          |
| 2004/05 | Real Betis             | 2-1 nv        | CA Osasuna           |
| 2005/06 | RCD Espanyol           | 4-1           | Real Zaragoza        |
| 2006/07 | Sevilla FC             | 1-0           | Getafe CF            |
| 2007/08 | Valencia CF            | 3-1           | Getafe CF            |
| 2008/09 | FC Barcelona           | 4-1           | Athletic de Bilbao   |
| 2009/10 | Sevilla FC             | 2-0           | Atlético Madrid      |
| 2010/11 | Real Madrid            | 1-0 nv        | FC Barcelona         |
| 2011/12 | FC Barcelona           | 3-0           | Athletic Bilbao      |
| 2012/13 | Atlético Madrid        | 2-1 nv        | Real Madrid          |
| 2013/14 | Real Madrid            | 2-1           | FC Barcelona         |
| 2014/15 | FC Barcelona           | 3-1           | Athletic Bilbao      |
| 2015/16 | FC Barcelona           | 2-0 nv        | Sevilla FC           |
| 2016/17 | FC Barcelona           | 3-1           | Deportivo Alavés     |
| 2017/18 | FC Barcelona           | 5-0           | Sevilla FC           |
| 2018/19 | Valencia CF            | 2-1           | FC Barcelona         |
| 2019/20 | Real Sociedad          | 1-0           | Athletic Bilbao      |
| 2020/21 | FC Barcelona           | 4-0           | Athletic Bilbao      |
| 2021/22 | Real Betis             | 1-1 wns (5-4) | Valencia CF          |
| 2022/23 | Real Madrid            | 2-1           | CA Osasuna           |
| 2023/24 | Athletic Bilbao        | 1-1 wns (4-2) | Real Mallorca        |
| 2024/25 | FC Barcelona           | 3–2 nv        | Real Madrid          |

## Aantal titels per club
| Club                         | Titels |
| ---------------------------- | ------ |
| FC Barcelona                 | 32     |
| Athletic de Bilbao           | 25     |
| Real Madrid                  | 20     |
| Atletico Madrid              | 10     |
| Valencia CF                  | 8      |
| Real Zaragoza                | 6      |
| Sevilla FC                   | 5      |
| Real Club Deportivo Espanyol | 4      |
| Real Union de Irún           | 3      |
| Real Betis                   | 3      |
| Deportivo La Coruña          | 2      |
| Real Sociedad                | 2      |
| Club Ciclista San Sebastian* | 1      |
| Racing de Irún               | 1      |
| Arenas Club de Getxo         | 1      |
| Levante                      | 1      |
| Real Mallorca                | 1      |

* Getransformeerd tot Real Sociedad

## Topschutters
| Rank | Naam                | Nationaliteit                        | Jaren     | Ploegen                                     | Doelpunten | Ref.  |
| ---- | ------------------- | ------------------------------------ | --------- | ------------------------------------------- | ---------- | ----- |
| 1    | Telmo Zarra         | Vlag van Spanje                      | 1939-1957 | Athletic Bilbao                             | 81         | [ 2 ] |
| 2    | Josep Samitier      | Vlag van Spanje                      | 1919–1934 | FC Barcelona (64) + Real Madrid (5)         | 69         | [ 3 ] |
| 3    | Guillermo Gorostiza | Vlag van Spanje                      | 1929–1946 | Athletic Bilbao (37) + Valencia (25)        | 62         | [ 4 ] |
| 4    | Lionel Messi        | Vlag van Argentinië                  | 2004–2021 | FC Barcelona                                | 56         | [ 5 ] |
| 5    | Quini               | Vlag van Spanje                      | 1968–1987 | Sporting de Gijón (38) + FC Barcelona (17)  | 55         |       |
| 6    | Edmundo Suárez      | Vlag van Spanje                      | 1939–1950 | Valencia                                    | 52         | [ 6 ] |
| 7    | Ferenc Puskás       | Vlag van Hongarije · Vlag van Spanje | 1958–1962 | Real Madrid                                 | 49         | [ 7 ] |
| 7    | Ladislao Kubala     | Vlag van Hongarije · Vlag van Spanje | 1951–1965 | FC Barcelona                                | 49         |       |
| 9    | Santillana          | Vlag van Spanje                      | 1970–1988 | Real Madrid                                 | 48         | [ 8 ] |
| 10   | César               | Vlag van Spanje                      | 1939–1960 | Granada (3) + FC Barcelona (36) + Elche (8) | 47         |       |

1979/80 · 
1980/81 · 
1981/82 · 
1982/83 · 
1983/84 · 
1984/85 · 
1985/86 · 
1986/87 · 
1987/88 · 
1988/89 · 
1989/90 · 
1990/91 · 
1991/92 · 
1992/93 · 
1993/94 · 
1994/95 · 
1995/96 · 
1996/97 · 
1997/98 · 
1998/99 · 
1999/00 · 
2000/01 · 
2001/02 · 
2002/03 · 
2003/04 · 
2004/05 · 
2005/06 · 
2006/07 · 
2007/08 · 
2008/09 · 
2009/10 · 
2010/11 · 
2011/12 · 
2012/13 · 
2013/14 · 
2014/15 · 
2015/16 · 
2016/17 · 
2017/18 · 
2018/19 ·
2019/20 ·
2020/21 ·
2021/22 ·
2022/23 ·
2023/24 ·
2024/25
Primera División ·
Segunda División ·
Primera Federación ·
Segunda Federación ·
Tercera Federación ·
Spaans amateurvoetbal ·

Copa del Rey ·
Copa de la Liga ·
Supercopa de España · 
Primera División Femenina · 
Copa de la Reina

División de Honor de Futsal